# Raffaello Pagliaccetti
Raffaello Pagliaccetti (Giulianova, 31 ottobre 1839 – Giulianova, 10 maggio 1900) è stato uno scultore italiano.
Insegnante all'Accademia delle Belle Arti di Firenze dal 1875 al 1900, fu autore del monumento a Vittorio Emanuele II d'Italia a Giulianova e delle decorazioni del duomo di Firenze.

## Biografia
Nato "Raffaele", poi cambierà il nome in Raffaello, ispirandosi al pittore urbinate, fu caposcuola del verismo toscano della seconda metà dell'Ottocento. Nacque a Giulianova, in Abruzzo, da Andrea Pagliaccetti, commerciante, e Chiara Trifoni. Dotato di precoce talento artistico, sin da bambino era solito riprodurre in disegno tutto ciò che vedeva realizzare nella bottega paterna.
Uno dei suoi disegni, la copia di una cartina geografica di Sebastopoli, fece sì che Raffaele fosse notato dal pittore giuliese Flaviano Bucci, il quale pagò le lezioni d'arte al ragazzo. Sotto al protezione del barone Gateano De Bartolomei di Giulianova, Raffaele fu iscritto all'Accademia di Roma nel 1855, seguendo poi l'Accademia di Francia, e poi quella di San Luca, sotto la guida dei maestri Pietro Tenerani e Adamo Tadolini; l'artista abruzzese ebbe così modo di formare la sua corazza artistica analizzando i monumenti e i panorami romani, nonché visitando le varie gallerie d'arte.
Dopo quattro anni tornò a Giulianova dove realizzò le prime opere in gesso, come il Torso di Fauno, iniziò la Testa del Baccante, replica la statua del gruppo di Antinoo Braschi, conservata a Roma nei Musei Vaticani, eseguita nel 1859-61.
Nel 1860 il Pagliaccetti vince il II premio della terza classe della scultura; l'anno seguente presso l'Accademia di Roma partecipa al concorso scolastico per la scultura, senza ottenere il premio, mentre il 4 luglio 1861 nel concorso scolastico di scultura vince il primo premio della prima classe, con la copia in gesso dell'Apollino Medici. Questo anno si rivelò per l'artista giuliese di grande formazione per la concretizzazione della sua passione per i motivi classici d'ispirazione greco-romana, e iniziò ad usare il nome "Raffaello", più nobilitante, e più legato al mondo della storia dell'arte.
Partecipa all'Esposizione Nazionale di Firenze, e qui si trasferisce, con una pensione fornitagli dall'Amministrazione Provinciale di Teramo; nella città conosce gli artisti Giovanni Duprè, Aristodemo Costoli, Pio Fedi, Emilio Santarelli. Nel 1862-63, il Pagliaccetti partecipa alle varie Esposizioni dell'Accademia di Firenze, eseguendo vari disegni, di questo periodo sono le opere del busto marmoreo del patriota teramano Melchiorre Delfico, che donerà all'Amministrazione di Teramo. Nel biennio seguente, Raffaello Pagliaccetti vede aprirsi una grande stagione creativa, realizzando il busto di Galilei, in occasione del bicentenario della morte, poi il Ritratto di vecchia donna (1866), il bozzetto per un monumento dedicato a Cappellini alla battaglia di Lissa, il busto di Garibaldi per Caprera.
Partecipa poi all'Esposizione di Parigi, ottenendo una medaglia d'oro e un successo di critica, Francesco Dall'Ongaro lo cita in un articolo de La Nazione. Nel 1868 inizia il busto in creta della Principessa Margherita di Savoia su modello di una fotografia, sicché la principessa, vedendo il bozzetto, decide di posare personalmente per il Pagliaccetti, rimanendo colpita dalla somiglianza dell'opera. In seguito per volere del Principe Umberto di Savoia, l'opera viene eseguita in marmo, non più in gesso, e viene acquistata per l'esposizione perpetua in Palazzo Pitti.

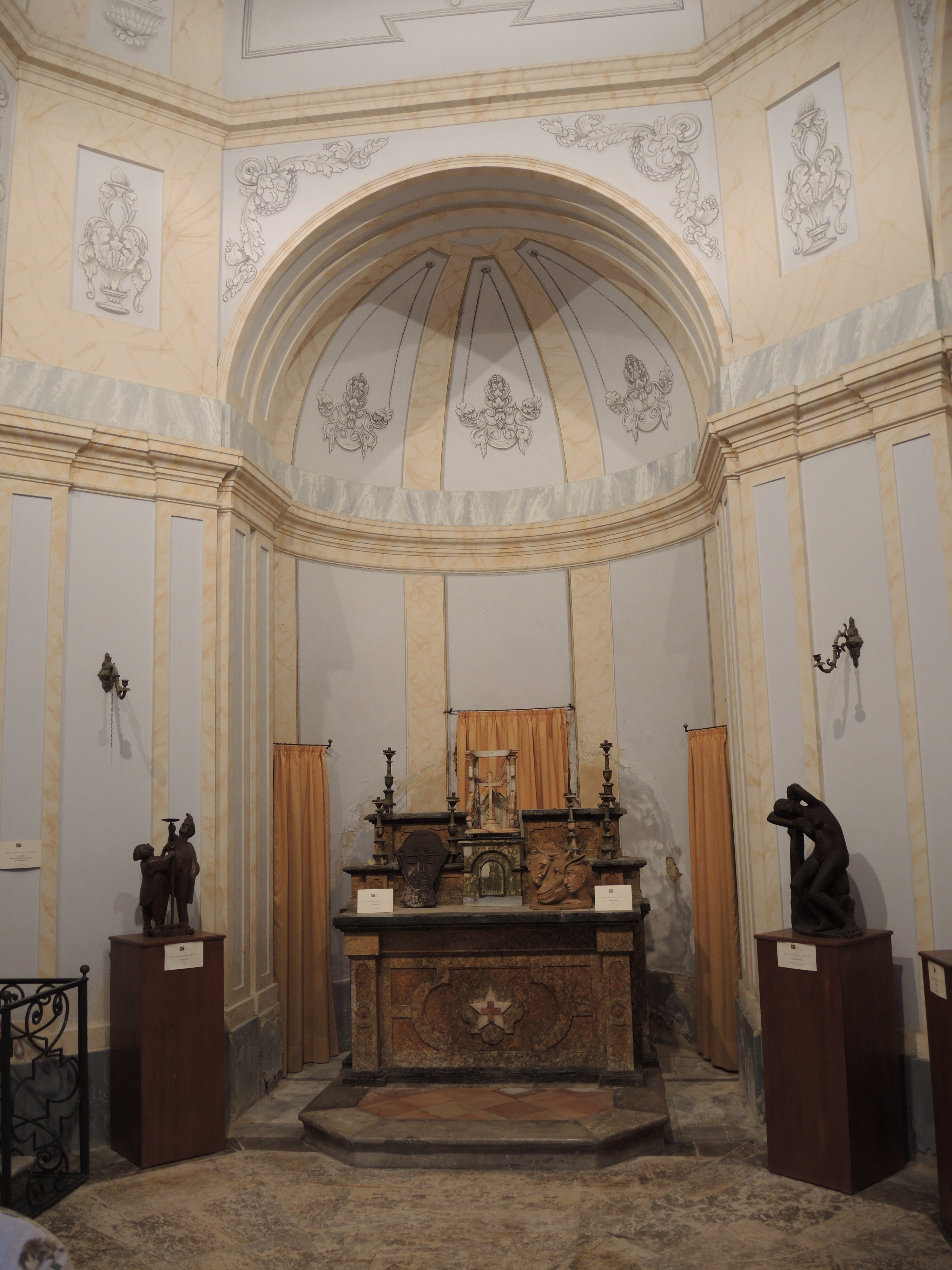
Sculture del Pagliaccetti all'interno della Cappella De Bartolomei a Giulianova.

Elogiato anche da Cesare Correnti, Ministro della Pubblica Istruzione, il Pagliaccetti esegue il busto di Rossini per la Sala del Consiglio dei Ministri a Roma, la fama è tale che il re Umberto I gli concede il conferimento di Cavaliere di Gran Croce dell'Ordine Mauriziano. Nel 1868 esegue la scultura del Duca d'Aosta, progetta per il barone giuliese De Bartolomei la costruzione della cappella gentilizia accanto al palazzo, tutt'oggi esistente. Benché il progetto della cappella fosse di Pagliaccetti, l'opera verrà eseguita dall'architetto Giuseppe Lupi di Teramo, ma tipicamente pagliaccettiano è il cenotafio dell'archeologo Angelo Cosimo de' Bartolomei.
A Firenze il suo studio era in via Leonardo da Vinci, tra il 1870-75 realizza il busto in terracotta del Maresciallo Moltke, considerato uno dei suoi capolavori, poi realizza il Bacio al Tabernacolo, che gli fa vincere la medaglia d'oro all'Esposizione Universale di Vienna (1873). Realizza una tazza di porcellana con la raffigurazione del Trionfo di Venere e di Amore per la Manifattura Ginori di Doccia, nel frattempo a Giulianova realizza il cenotafio De Bartolomei, e per la stessa il busto di Giovanni de Bartolomei. Nel 1874 a Vienna, Pagliaccetti riceve l'incarico di eseguire la statua di Emma Faldi per il cimitero di San Miniato a Monte a Firenze. Dopo il conferimento della medaglia di Cavaliere di Gran Croce, Pagliaccetti esegue la statua della poetessa teramana Giannina Milli.

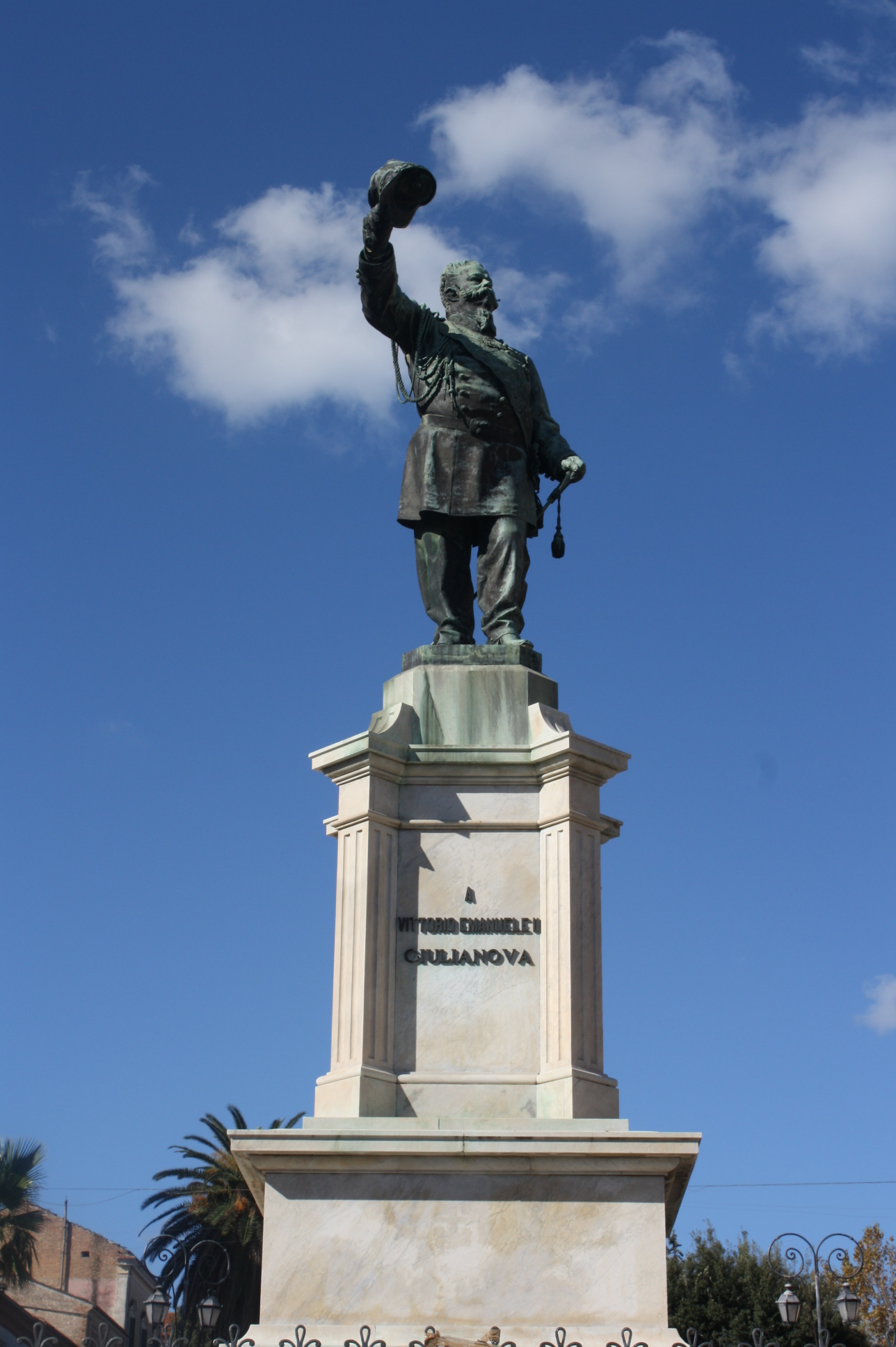
Il monumento a Vittorio Emanuele II, a Giulianova

Nel 1876 a Filadelfia riceve il premio per la statua di Garibaldi a Caprera, a Roma incontra papa Pio IX, per cui inizia a modellare a Firenze una statua in gesso, in seguito realizzerà una scultura per Gino Capponi, in seguito alla sua scomparsa. Completata la statua di Pio IX sedente, la espone nello studio a Firenze, ricevendo le lodi dei professori fiorentini. Dopo vari altri elogi in mostre europee, Pagliaccetti progetta la statua monumentale di Ugo Foscolo per il centenario della nascita (1878), ma in questo periodo inizia ad avvertire i primi sintomi della malattia cardiaca che lo poeterà alla morte. Nella città natale realizza il busto di Lucrezia Donati e inizia la Cieca orfanella abruzzese, autentico capolavoro in terracotta policroma, che terminerà a Firenze, dipingendola ad olio per i colori.
Qui dal 1880 in poi realizza il Puttino con gallo - Vaso con Satiri - Grande Giardiniera, esegue il busto Virgo, in cui convergono vitalità e armonia contemplativa; lavora per il medaglione in gesso di Giuseppina Rossi Soricchio, e quello di Alessandro Ventilj. Il 31 dicembre la cittadinanza di Giulianova gli commissiona la statua monumentale di Vittorio Emanuele II da erigere nella piazza ricavata dalla demolizione del convento dei Francescani, l'attuale piazza della Libertà, a testimonianza dello storico passaggio del primo re d'Italia nel 1860, durante il viaggio per l'incontro a Teano con Garibaldi.
La statua di Vittorio Emanuele si dimostrerà uno dei monumenti celebrativi ai padri della Patria meglio riusciti dell'Abruzzo. Tale filone celebrativo prenderà avvio soltanto con il fascismo per la commemorazioni dei caduti delle varie città durante la Grande guerra. Divenuto apprezzatissimo a Firenze, il Pagliaccetti riceve anche l'incarico di progettare la nuova facciata gotica della Cattedrale di Santa Maria del Fiore a Firenze, ma riesce a completare solo la statua di Sant'Andrea, che ottiene consensi; nel 1882 crea un busto in porcellana del marchese Lorenzo Ginori Lisci, e un secondo bozzetto del monumento a Vittorio Emanuele, che verrà terminato nel 1886 a Giulianova.
Nel 1882 plasma anche il monumento allo scultore rinascimentale Donatello per il quinto centenario della nascita, nel 1887 realizza un secondo busto di Gioacchino Rossini, e termina il Busto di donna con collana. Nel 1888 viene nominato Membro Corrispondente della Accademia Imperiale di Belle Arti a Rio de Janeiro, anno in cui viene fuso il bronzo di Pio IX, insieme alle statue di Garibaldi e Galvani. Nel 1889 avviene la fusione del monumento a Vittorio Emanuele II per Giulianova, inizialmente la statua fu esposta nel cortile della Basilica di Santa Maria Novella, e poi trasportata in treno in Abruzzo. Pagliaccetti avrebbe voluto realizzare anche un grande basamento, poiché la statua era stata concepita in piccole dimensioni per questo, ma la realizzazione fu rimandata di vari anni per mancanza di fondi.
Nel frattempo a Firenze il rammarico di Pagliaccetti viene stemperato dalla realizzazione del busto a Rossini, e dalla nomina di Presidente Onorario Perpetuo dell'Unione Operaia "Umberto I" delle Società del Mutuo Soccorso di Napoli, e della medaglia d'onore della Scuola Dantesca Napoletana per l'istruzione popolare. Nel 1890 a Firenze sposa Maria Niccoli, negli anni seguenti realizza i busti di Luigi Dragonetti marchese dell'Aquila (1892), e Cesare Guasti, collocato nella chiesa di san Domenico di Prato.
In seguito l'ultimo periodo di vita di Pagliaccetti sarà segnato da delusioni, dall'assenza di grandi commissioni, riesce a vedere completato definitivamente nel 1894 il monumento a Vittorio Emanuele di Giulianova, anche se non parteciperà alla cerimonia di inaugurazione (26 agosto) per le arbitrarie ed economicamente sciatte modifiche al basamento. Nel 1895 progetta un monumento alla poetessa risorgimentale Giannina Milli per Teramo, anche se verrà situato nel cimitero di San Miniato a Firenze, dove era sepolta, nel 1968 il monumento sarà trasferito nella villa comunale di Teramo.
Nel 1897 dopo aver partecipato all'Esposizione Universale di Berlino con l'amico pittore Giovanni Fattori, Pagliaccetti si ammala e passa gli ultimi mesi a Giulianova, dove realizza le terrecotte del Nudo di donna - Busto di giovane donna e altri bozzetti, poi un piccolo Garibaldi a cavallo - Bozzetto del busto del Senatore de Vincenzi, un bozzetto dedicato al padre Andrea Pagliaccetti. L'ultima opera è il busto di Maria Trifoni da collocare nella cappella di Serafino Trifoni a Giulianova. Colto da infarto mentre stava lavorano al cancello di ingresso della cappella, il Pagliaccetti morirà il giorno dopo il 10 maggio 1900.

## Galleria d'arte "Raffaello Pagliaccetti" a Giulianova

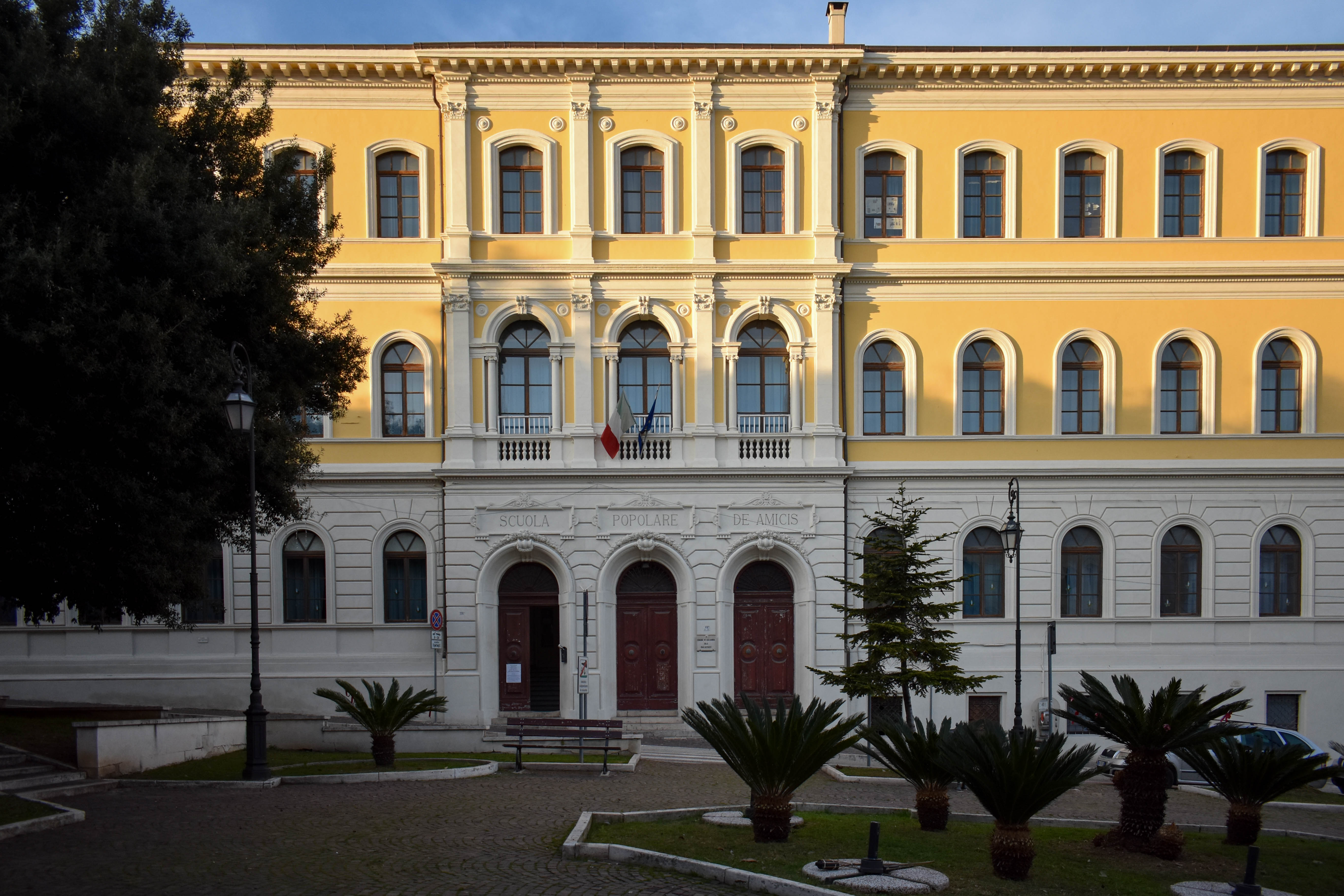
L'edificio che ospita la "gipsoteca Pagliaccetti"

L'amministrazione comunale di Giulianova ha dedicato nei primi anni 2000 una statua commemorativa a Pagliaccetti, in piazza della Libertà, luogo simbolico della cittadina abruzzese per la presenza del monumento al re Vittorio Emanuele II; l'opera è di Uldelrico Ulizio. Presso la scuola elementare di primo Novecento, ricavata dall'ex convento dei Francescani, è stata allestita la galleria permanente dedicata a Pagliaccetti, conserva 15 delle sue opere che furono riordinate dopo che furono acquistate nel 1914 da Pasquale Ventili, e donate agli Ospedali e Istituto Riuniti di Teramo.
Si conservano di pregio il Garibaldi a Caprera, il Generale Moltke, più i bozzetti di stampo verista abruzzese.